# 阿登博物馆
阿登博物馆（法語：Musée de l'Ardenne，又译阿登省博物馆），是法国大东部大区阿登省的一座综合性博物馆，该馆位于阿登省省会沙勒维尔-梅济耶尔（Charleville-Mézières）的市中心，其各类藏品涵盖了自远古至现代各个时期。

## 历史
阿登博物馆位于沙勒维尔-梅济耶尔市中心的公爵广场（Place Ducale），其建筑前身由法国建筑师梅特佐-克莱蒙二世于十七世纪主持修建，是公爵广场周围的26个建筑物之一。该建筑于1944年被列入法国国家文物保护单位，1980年成为注册保护单位，后经翻新改建于1994年10月20日作为博物馆向民众开放。

## 陈列
该馆共分为地下室、地面和地上三层，总面积3,400平方米，绝大多数藏品来自阿登省境内。

### 地下室
博物馆地下室主要收藏各类远古时期的藏品。

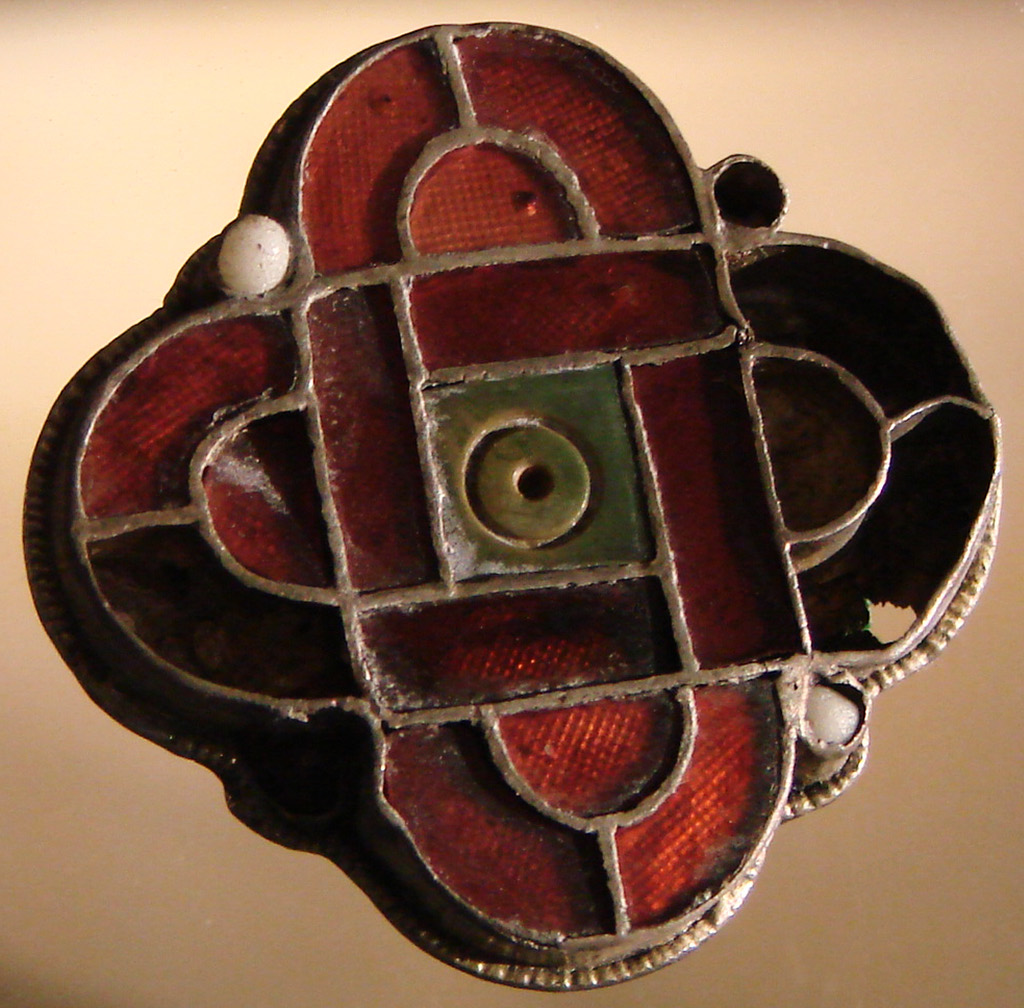
多片花扣 Fibule polylobée
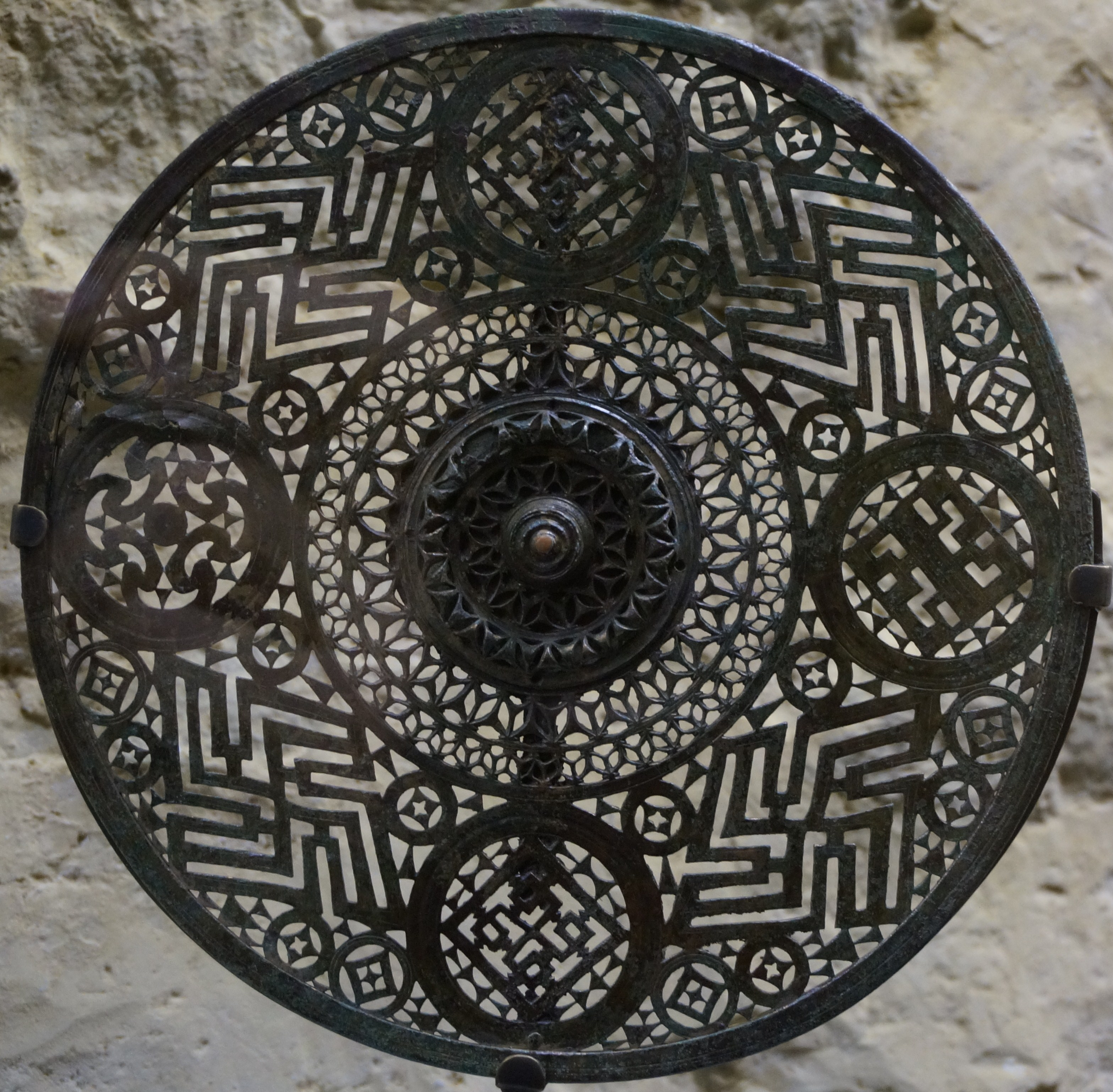
花边 Phalère
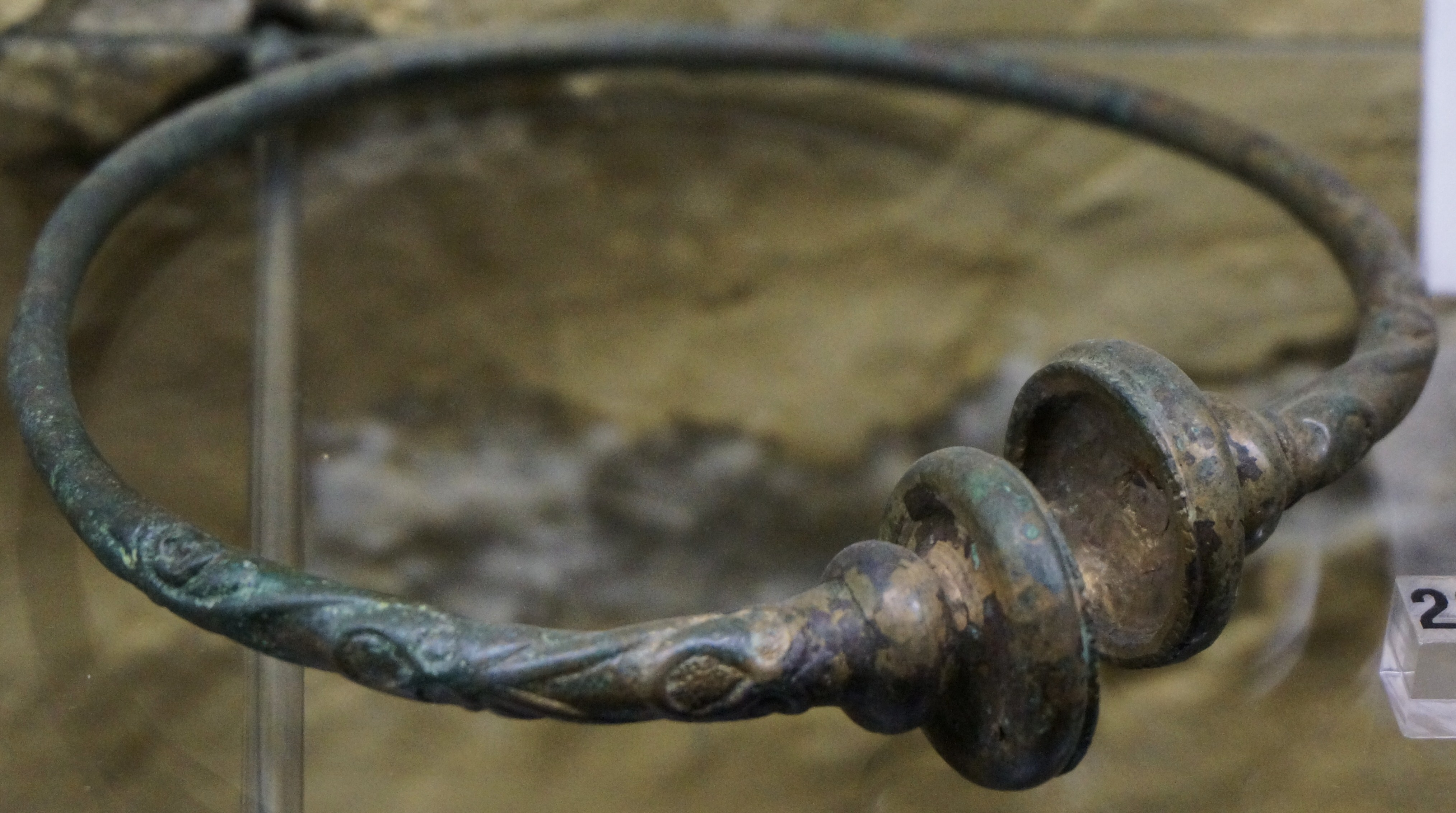
铁环 Torque

### 地面
博物馆地面主要收藏自高卢-罗马时期至中世纪时期的藏品。

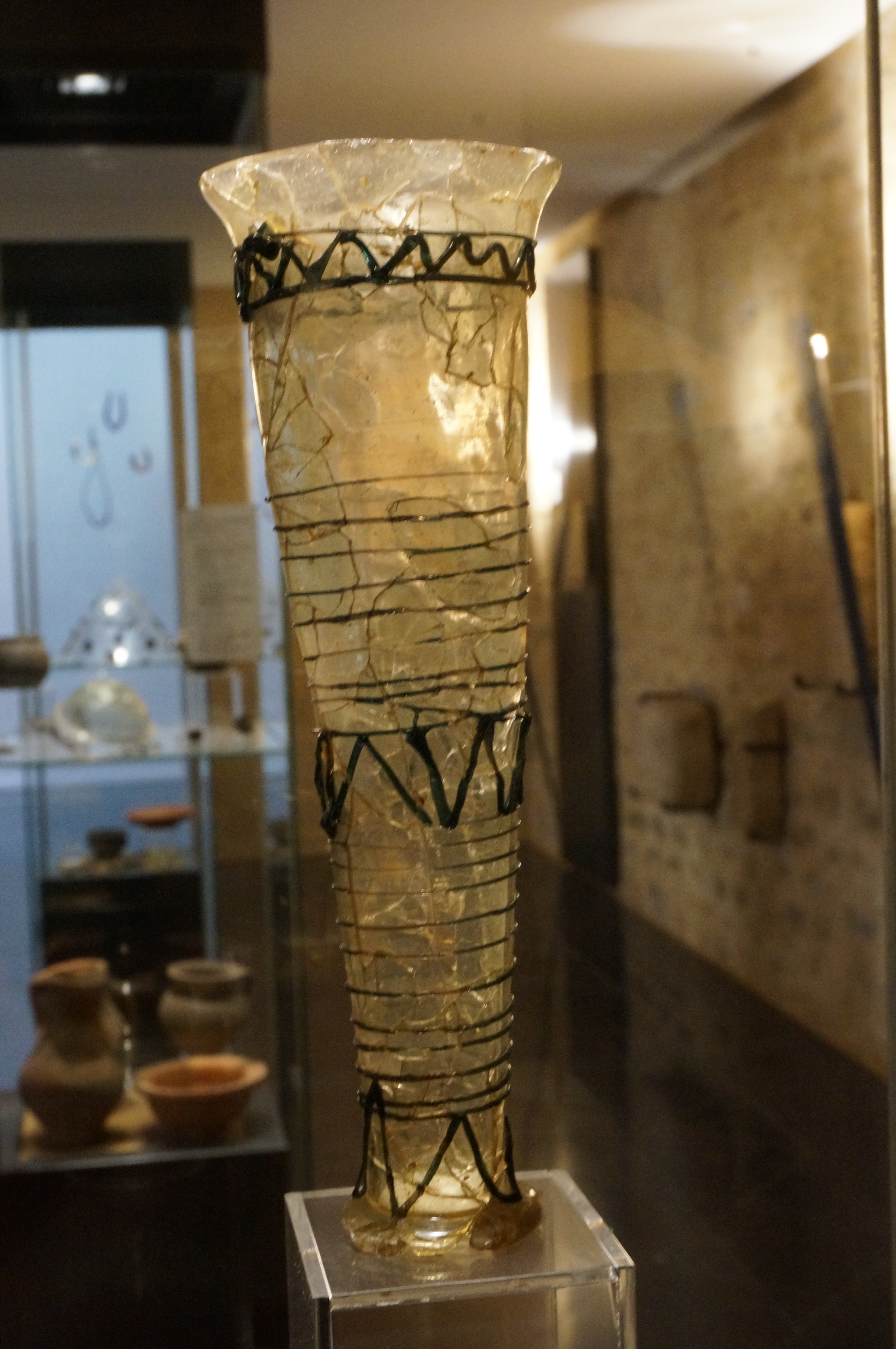
大酒杯 Gobelet
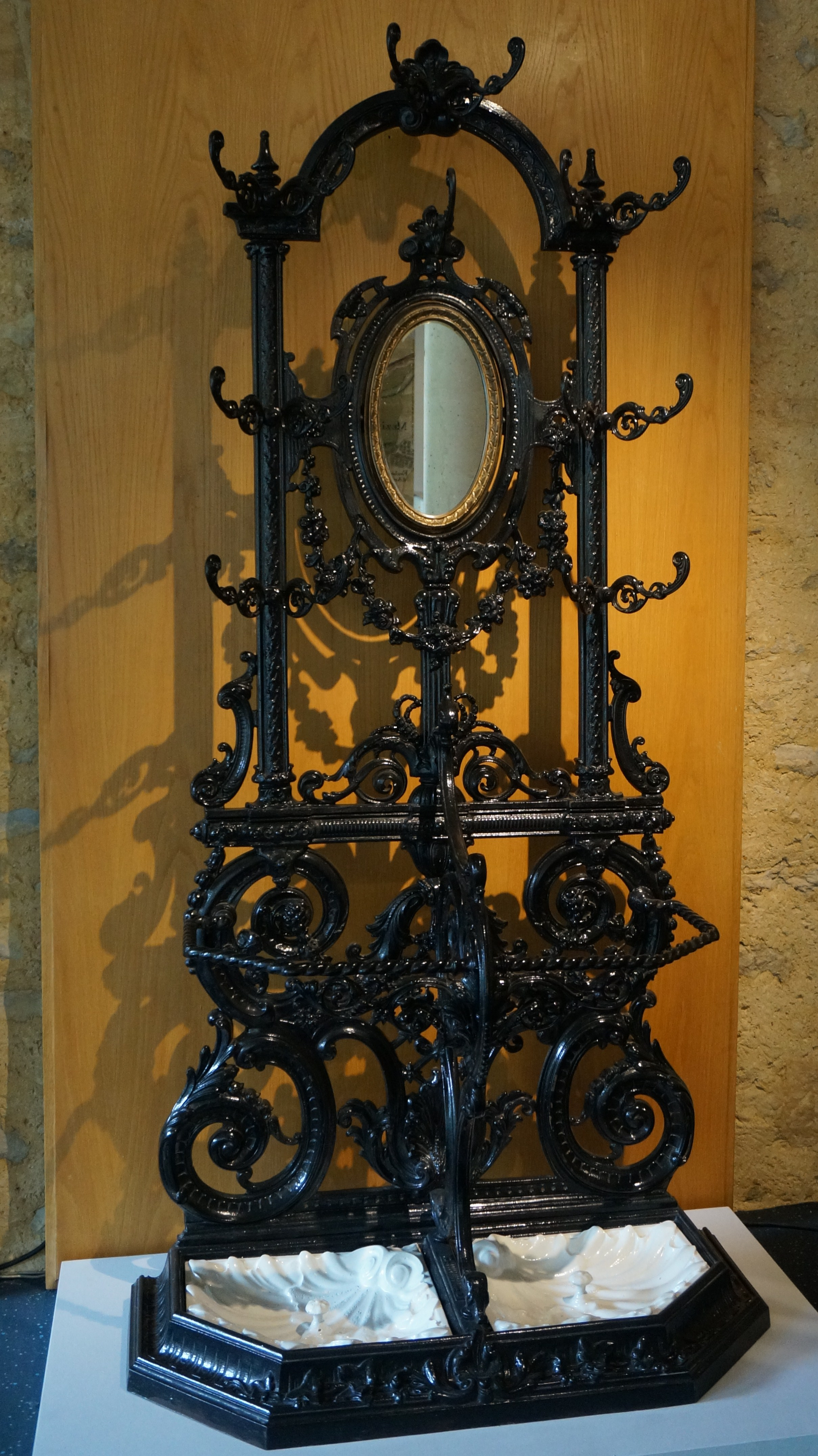
衣架 Porte manteau
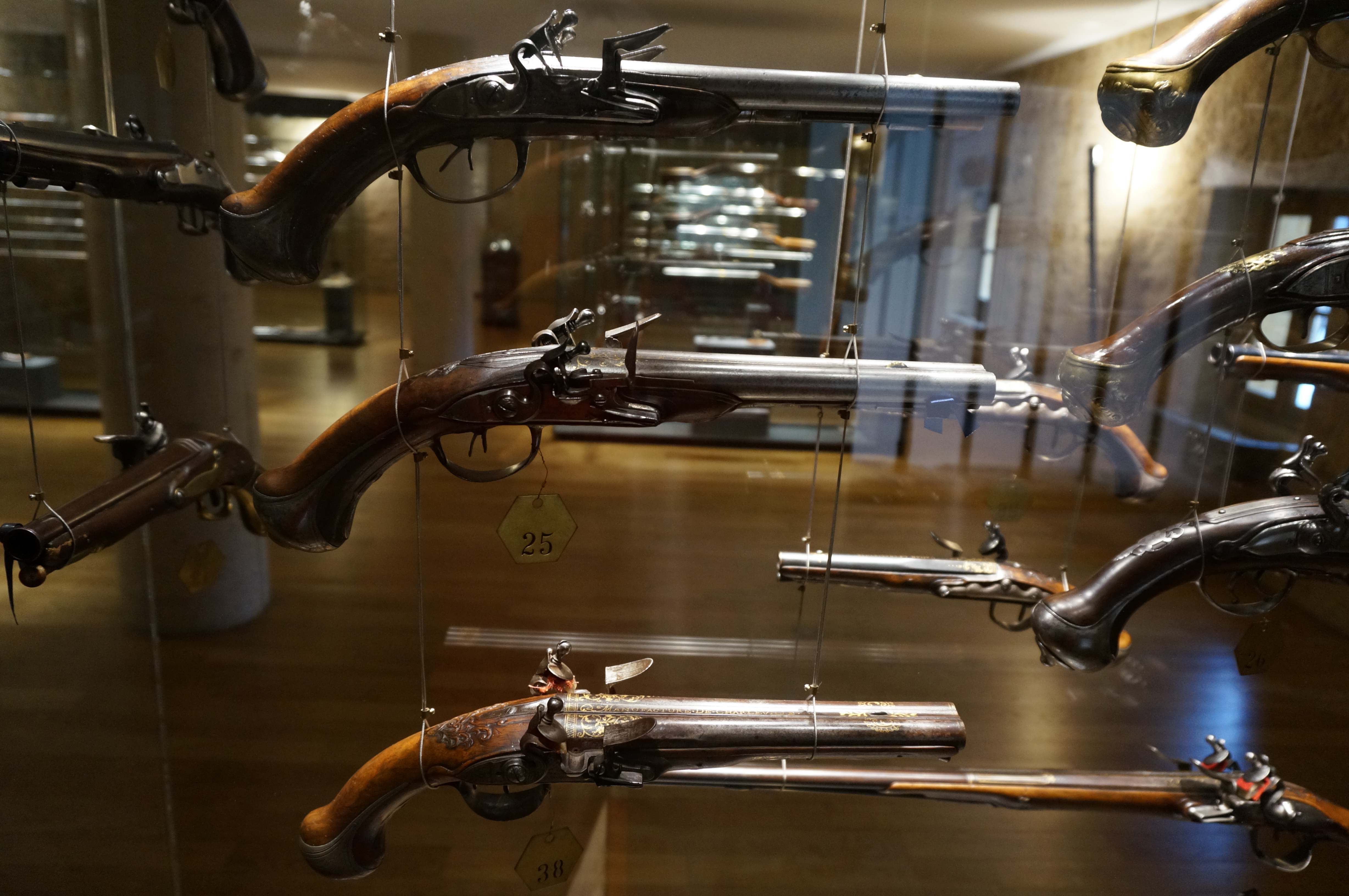
双轮手枪 Pistolets

### 地上
博物馆地上一层展示近现代的藏品，包括各种照片和书籍。

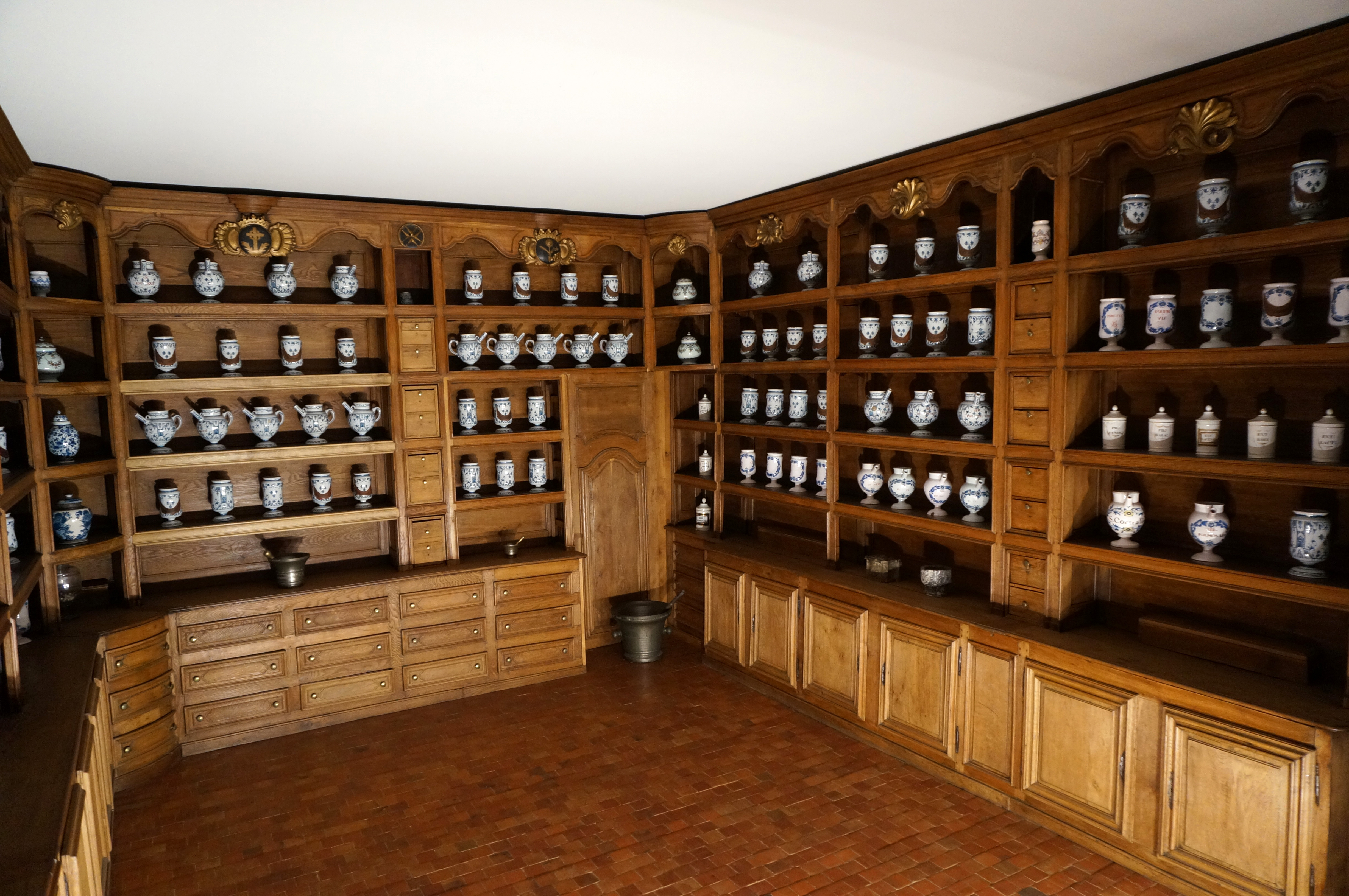
神院瓷器 Apothicairerie Hôtel Dieu
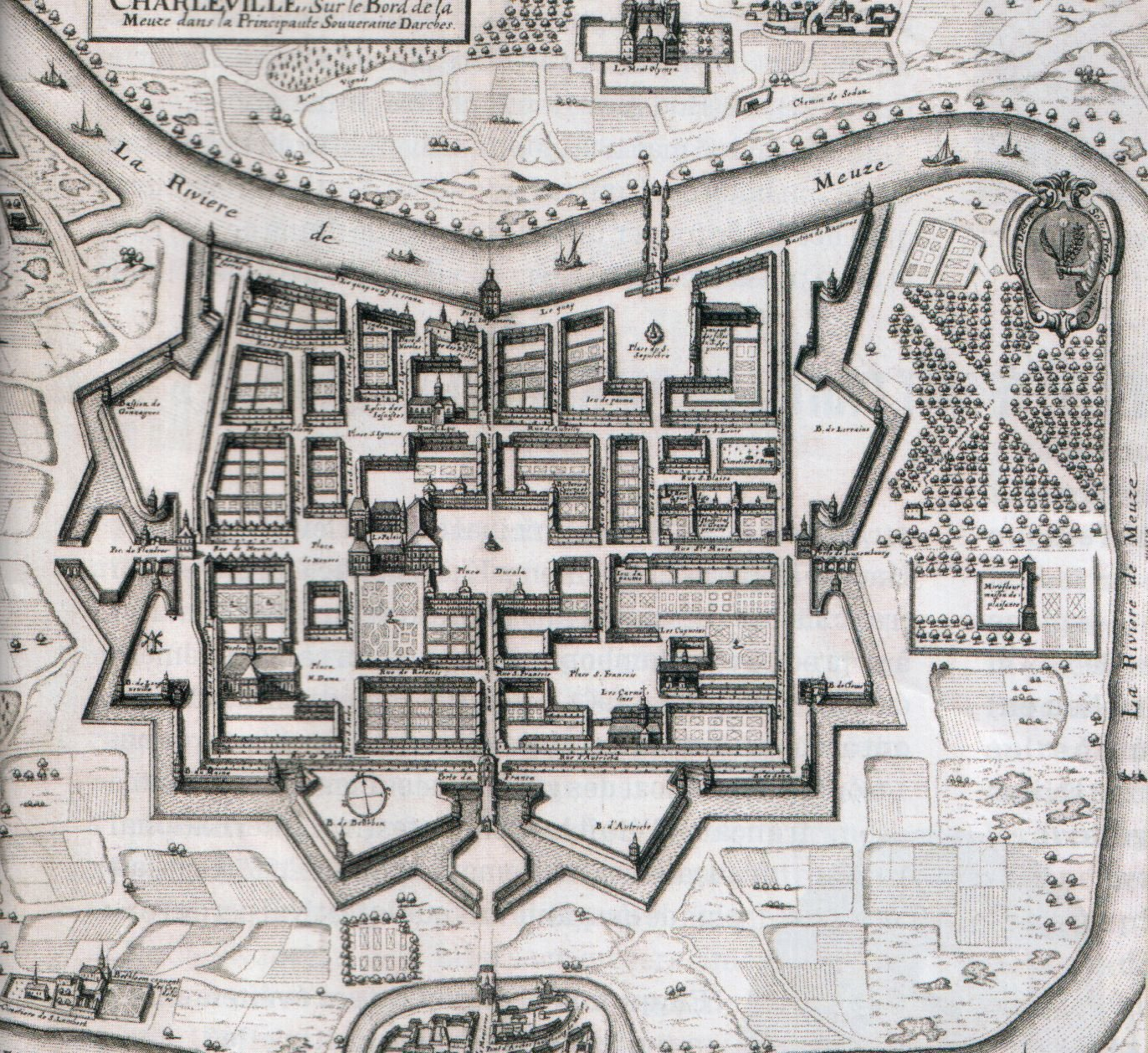
1625年的沙勒维尔 Charleville 1625
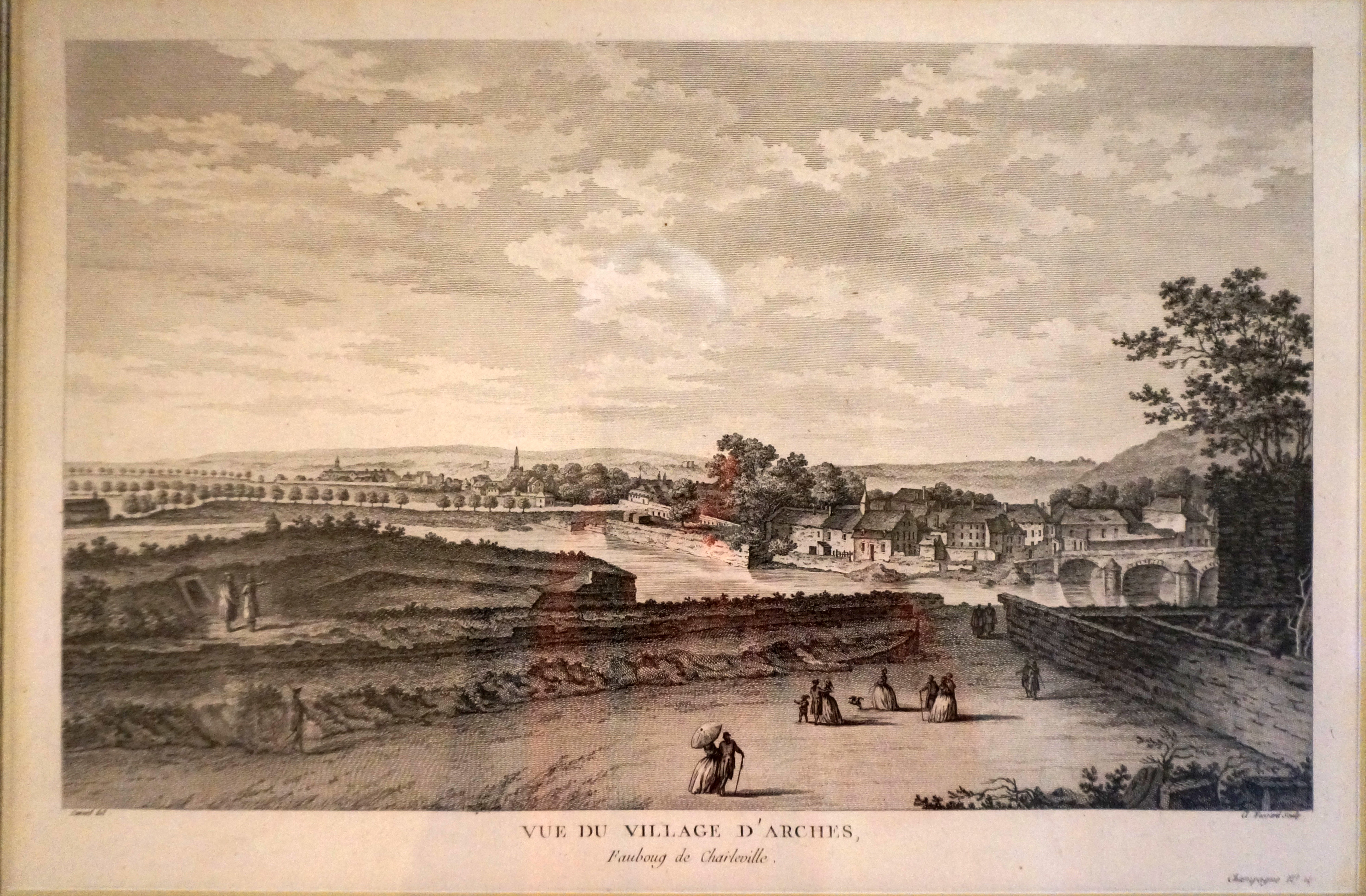
十九世纪初的阿尔什[註 2] Arche

沙勒维尔-梅济耶尔被称为“世界木偶之都”（la capitale mondiale de la marionnette），该馆也收藏了350余件相关展品。
此外，博物馆的正中央还有一处沙勒维尔-梅济耶尔的城市微观模型，展现了该地在十八世纪初的城市布局。

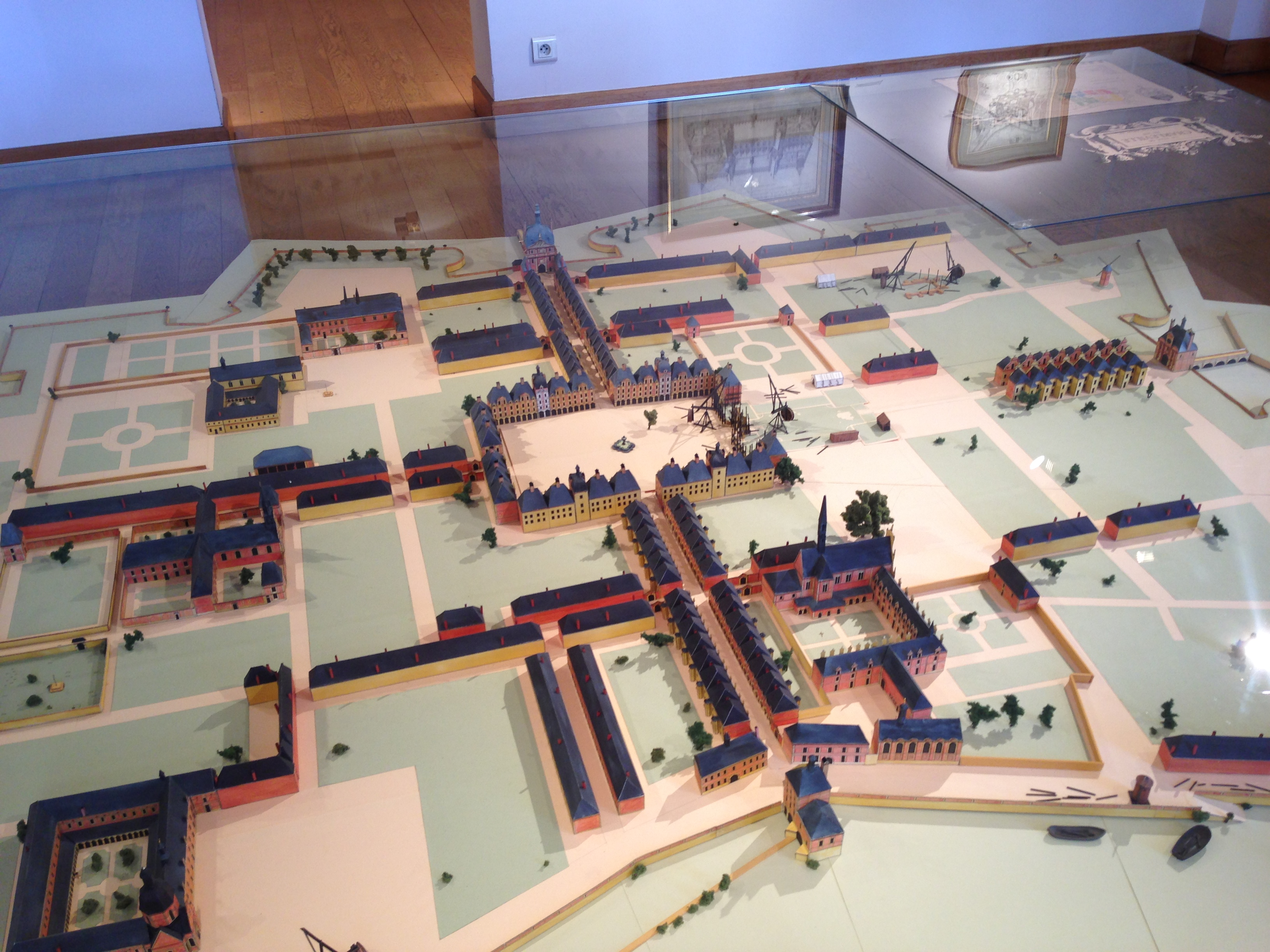
沙勒维尔模型 Charleville
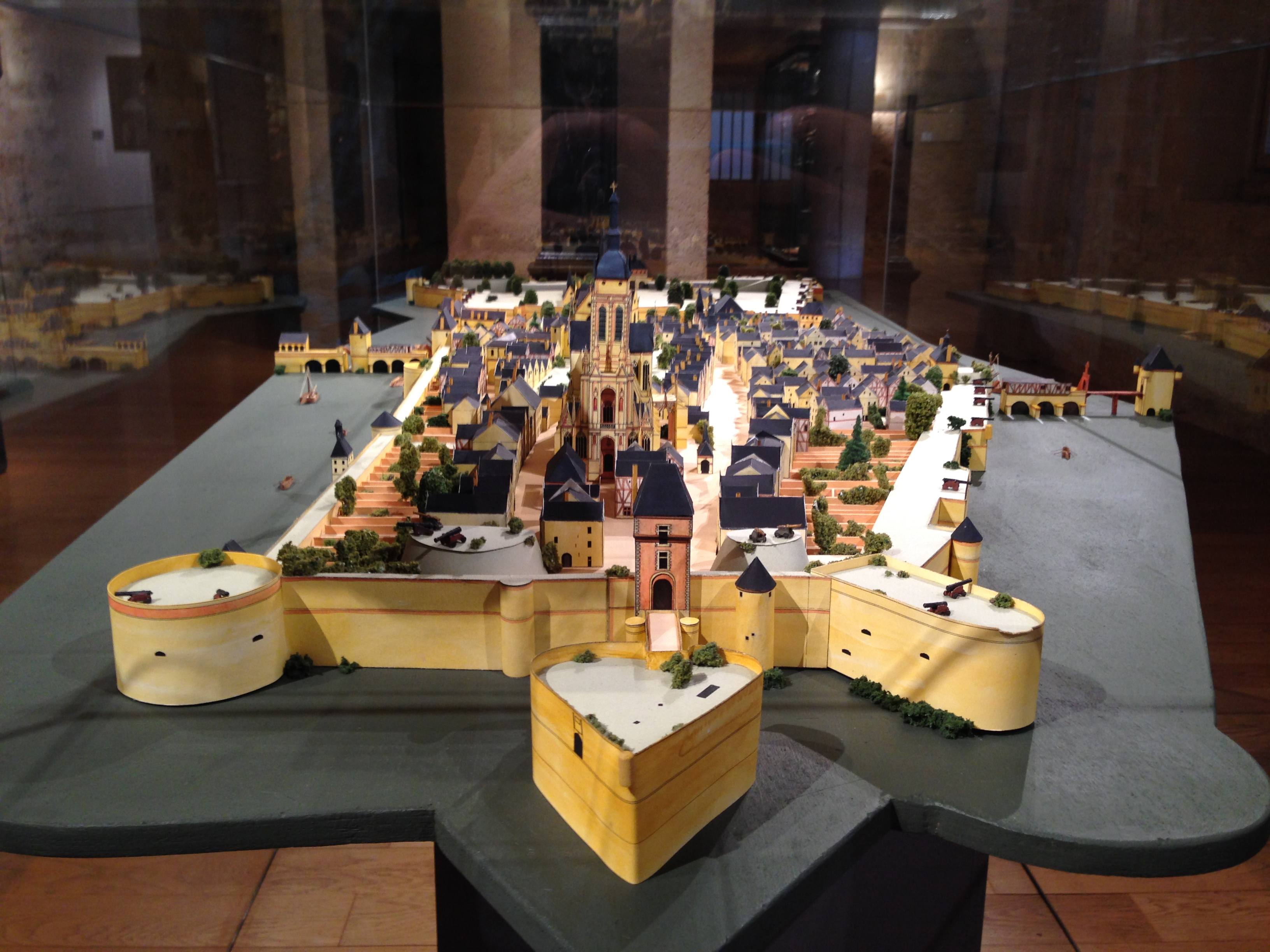
梅济耶尔模型 Mézières

## 对外

### 参观
除法定节假日外，阿登博物馆的开放时间为全年每周二至五的10:00-12:00和14:00-18:00，以及周六、周日的14:00-18:00。

### 活动
阿登博物馆通过与当地的中小学教育机构合作，组织学生进行参观。此外，阿登博物馆还不定期举办各类主题活动，甚至包括个人生日晚会。